# Siergiej Kowalewski
Siergiej Jurjewicz Kowalewski (ros. Сергей Юрьевич Ковалевский, biał. Сяргей Юр'евіч Кавалеўскі; ur. 6 stycznia 1970) – radziecki, rosyjski i w latach 1995-1996 białoruski zapaśnik walczący w stylu wolnym. Olimpijczyk z Atlanty 1996, gdzie zajął czwarte miejsce w kategorii 100 kg. Brat Aleksandra. 
Czwarty na mistrzostwach świata w 1995 i mistrzostwach Europy w 1996. Drugi w Pucharze Świata w 1991; trzeci w 1994 i 1997 roku.